# Betrayal in Antara
Betrayal in Antara ist ein Computer-Rollenspiel aus dem Jahr 1997 und indirekter Nachfolger von Betrayal at Krondor. Es wurde von Sierra On-Line entwickelt und veröffentlicht.

## Handlung
Anders als beim Vorgänger war Fantasyautor Raymond E. Feist nicht mehr in die Entwicklung eingebunden, sondern arbeitete zusammen mit Pyrotechnix und 7th Level an Rückkehr nach Krondor. Daher ist das Spiel nicht mehr in der Fantasywelt Midkemia angesiedelt, sondern in der neu entworfenen, thematisch stark verwandten Spielwelt Ramar.
Aren rettet dem jungen adligen William das Leben und entdeckt dabei sein Talent für Magie. William verspricht, seine Schuld Aren gegenüber zu bezahlen, indem er ihm hilft, sein Talent zu festigen und zu trainieren. Bereits nach kurzer Zeit retten die beiden Kaylin das Leben, woraufhin sich die Drei zusammenschließen und in Williams Heimatstadt aufbrechen.
Die Handlung ist unterteilt in neun Kapitel.

## Spielprinzip
In Betrayal in Antara steuert der Spieler eine bis zu vierköpfige Heldengruppe. Das Spielgeschehen wird in einer 3D-Egoperspektive dargestellt, die Erkundung der Spielwelt geschieht in Echtzeit. Für die rundenbasierten Kämpfen auf Hexfeldkarten wechselt die Ansicht in eine Überblicksperspektive.
Im Gegensatz zu vielen anderen Rollenspielen besteht keine Möglichkeit, sich einen eigenen Charakter zu erstellen. Stattdessen muss der Spieler auf vier vorgegebene Charaktere zurückgreifen:
- William Escobar, Krieger
- Aren Cordelain, Magier und
- Kaylin Usher, Jägerin.
- Raal, ein Grrrlf (ähnelt einem Werwolf).

Rollenspiel-üblich erhält der Spieler Belohnungen für gemeisterte Kämpfe und Aufgaben. Die unterschiedlichen Fähigkeiten der Charaktere verbessern sich durch regelmäßige Anwendung.

## Technik
Betrayal in Antara nutzt eine verbesserte Version der Grafikengine von Betrayal in Krondor in einer Auflösung von 640 × 480 Bildpunkten.